# Buellton
Buellton é uma cidade localizada no estado americano da Califórnia, no condado de Santa Bárbara. Foi incorporada em 1 de fevereiro de 1992.

## Geografia
De acordo com o United States Census Bureau, a cidade tem uma área de 4,1 km², onde todos os 4,1 km² estão cobertos por terra.

### Localidades na vizinhança
O diagrama seguinte representa as localidades num raio de 32 km ao redor de Buellton. 

## Demografia
Segundo o censo nacional de 2010, a sua população é de 4 828 habitantes e sua densidade populacional é de 1 179,81 hab/km². É a cidade menos populosa do condado de Santa Bárbara. Possui 1 845 residências, que resulta em uma densidade de 450,86 residências/km².